# 1997年カナダ総選挙
1997年カナダ総選挙は、北米に位置するカナダの立法府であるカナダ議会の下院に当たる庶民院を構成する議員を選出するために行われた総選挙で、1997年6月2日に投票が行われた。

## 概要
庶民院議員の任期満了を5ヶ月前倒しして行われた選挙である。前回選挙の結果、発足したジャン・クレティエンを首班とする政権に対する評価が問われる選挙となったが、与党である自由党が過半数を維持することに成功した。

## 基礎データ
- 選挙事由：議会解散
- 選挙形態：議会議員選挙
- 選挙権：満18歳以上のカナダ国民
- 被選挙権：満18歳以上のカナダ国民
- 登録有権者数：19,663,478名
- 定数：301議席（前回より6議席増）
- 選挙制度：完全小選挙区制

## 選挙結果
クレティエン政権与党である自由党は301議席中155議席を獲得、前回選挙の174議席から議席を減らしたものの過半数を維持することに成功した。地域別に見た場合、オンタリオ州では103議席中101議席を獲得、ケベック州でも19から26に議席を増やすも、党の伝統的支持基盤であった大西洋岸三州では支持を減らし、平原地方3州（アルバータ州、サスカチュワン州、マニトバ州）とブリティシュコロンビア州の4州では15議席を獲得するに留まった。
投票率：67.0%（投票者数13,174,698名）
| 党派                                                      | 議席数 | %     | 得票数     | %     |
| --------------------------------------------------------- | ------ | ----- | ---------- | ----- |
| カナダ自由党 Liberal Party of Canada                      | 155    | 51.5  | 4,994,277  | 38.5  |
| カナダ改革党 Reform Party of Canada                       | 60     | 19.9  | 2,513,080  | 19.4  |
| ブロック・ケベコワ Bloc Québécois                         | 44     | 14.6  | 1,385,821  | 10.7  |
| 新民主党 New Democratic Party                             | 21     | 7.0   | 1,434,509  | 11.0  |
| カナダ進歩保守党 Progressive Conservative Party of Canada | 20     | 6.6   | 2,446,705  | 18.8  |
| その他の政党・無所属                                      | 1      | 0.3   | 211,482    | 1.6   |
|                                                           | 301    | 100.0 | 12,985,874 | 100.0 |

出典：Thirty-sixth General Election 1997: Official Voting Results: Synopsis(Elections Canada)2013年12月24日閲覧
西部諸州を支持基盤とする右派政党である改革党は、平原地方3州とブリティシュコロンビア州で60議席を獲得、党結成から10年余りで第一野党となった。ケベック州の分離・独立を主張する地域政党で、前回選挙で第一野党となったブロック・ケベコワは前回選挙より6議席減らした44議席の獲得で後退した。社会民主主義政党である新民主党は大西洋岸の2州で初めて議席を得るなど前回選挙を12上回る21議席を獲得。ブライアン・マルルーニー元首相の下で9年間政権与党の座にありながら、前回選挙でわずか2議席という歴史的惨敗を喫した進歩保守党も大西洋岸三州で13議席を獲得するなど党勢をやや回復させることが出来た。